# Vallée de la Barossa

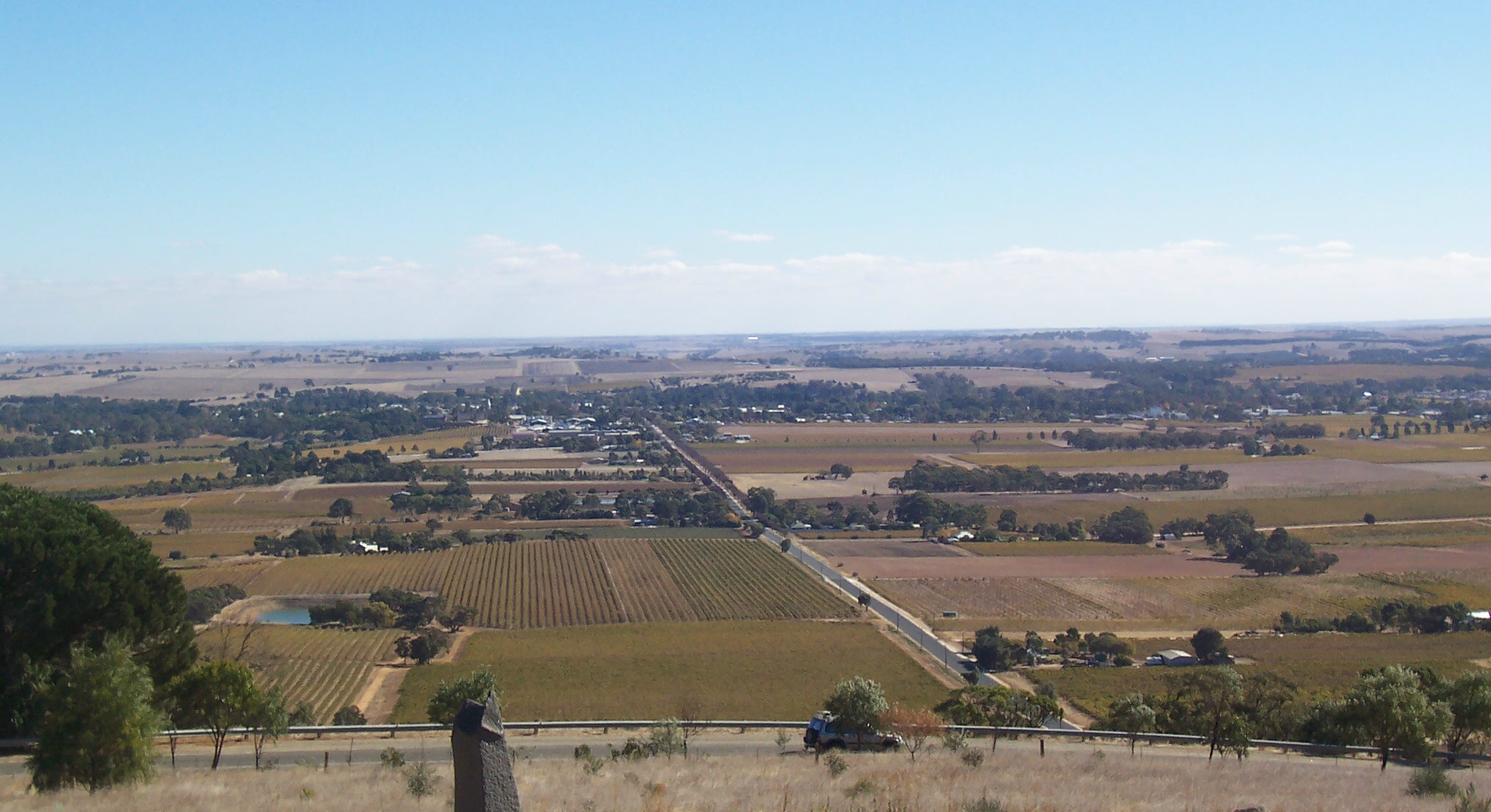
La région de Tanunda dans la Barossa.

La Vallée de la Barossa (the Barossa Valley) est une importante région touristique de l'Australie-Méridionale à 60 km au nord-est d'Adélaïde, en particulier grâce au vignoble de la Barossa Valley.

## Histoire

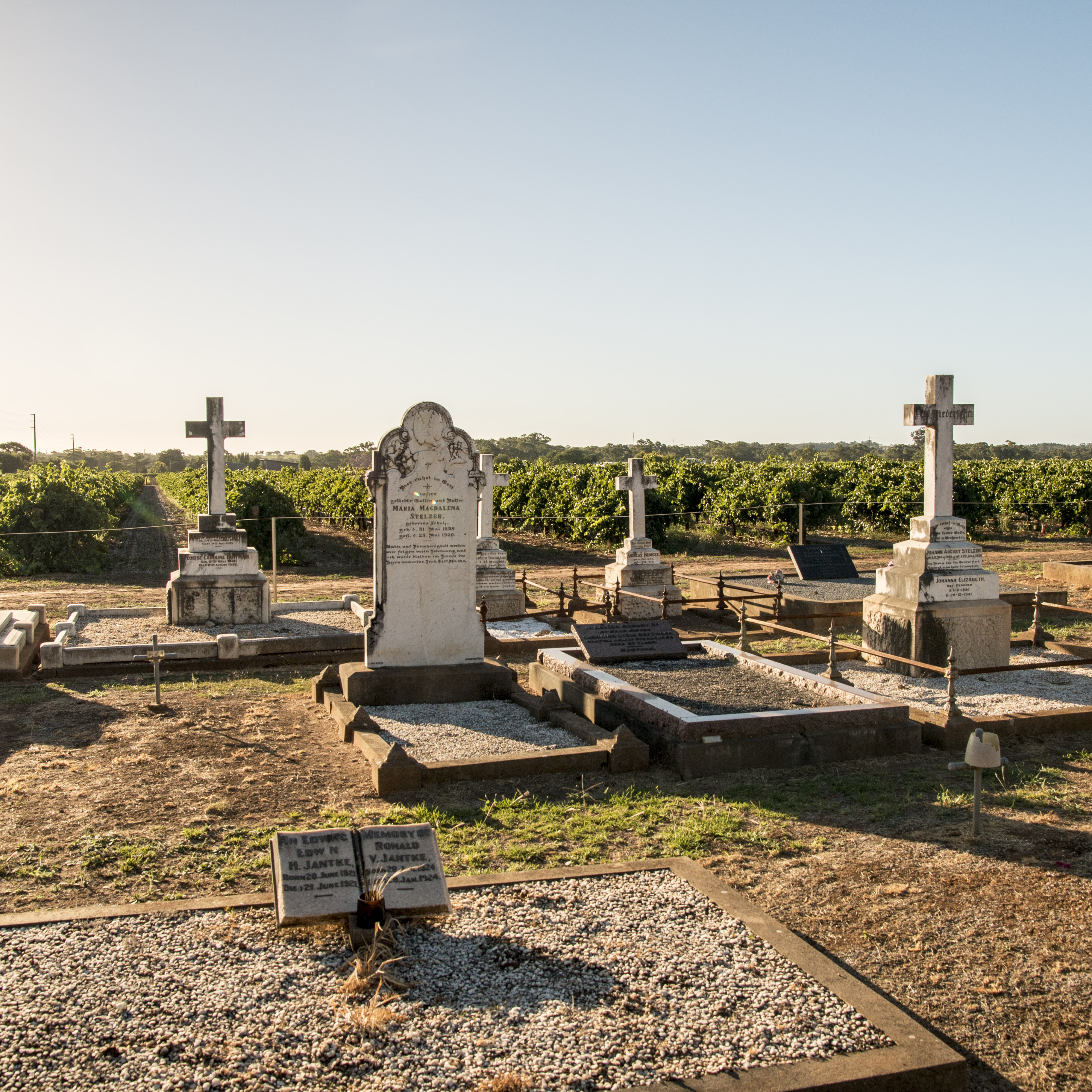
Cimetière de Tanunda, au pied des vignes.

La vallée doit son nom à la chaîne de montagnes « Barossa Ranges » appelée ainsi par le colonel William Light en 1837. Light avait choisi ce nom en souvenir de la victoire britannique sur les soldats français à la bataille de Barrosa, le 2 mars 1811, bataille à laquelle il avait participé.

## Population

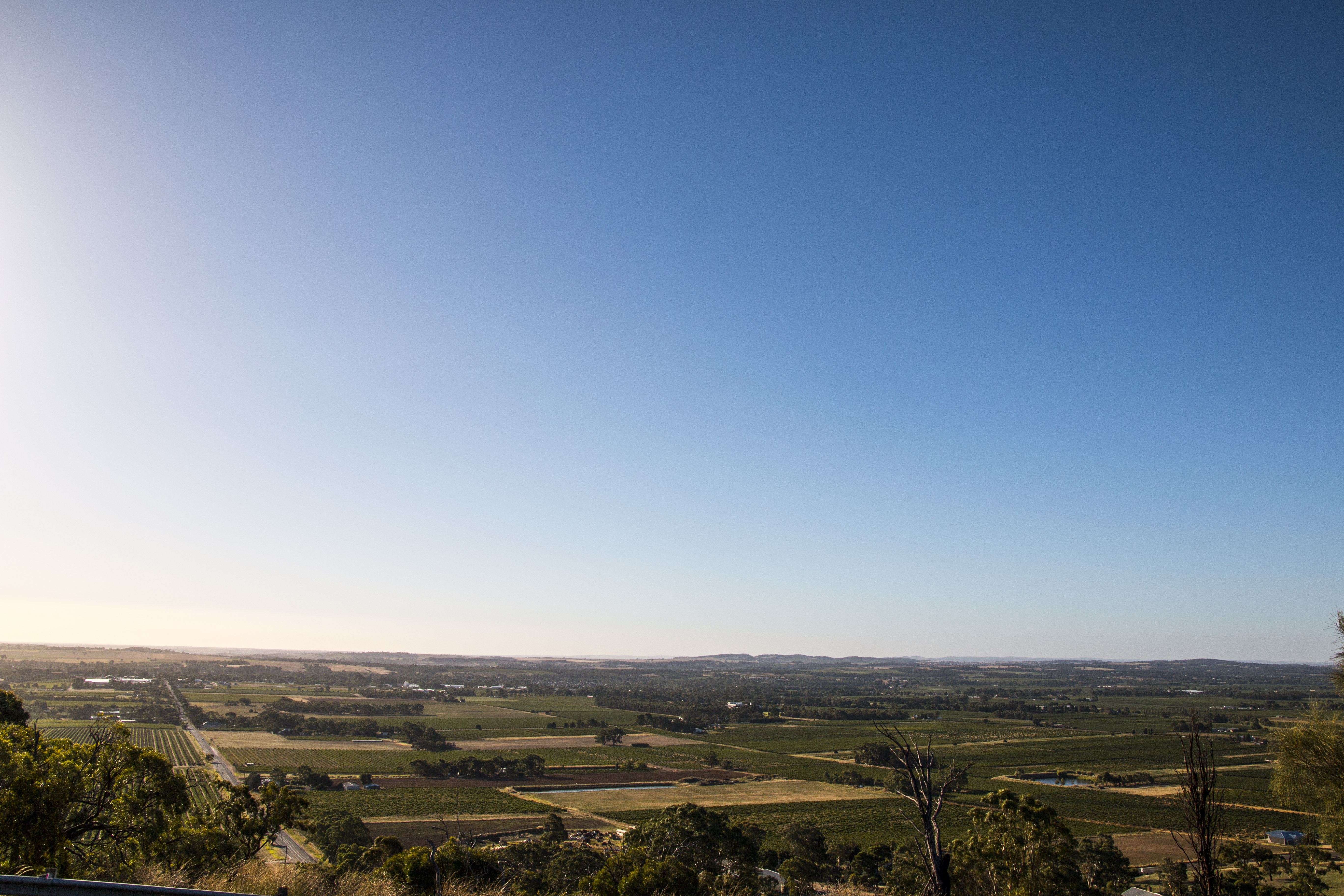
Barossa Valley, vu depuis les Barossa Ranges.

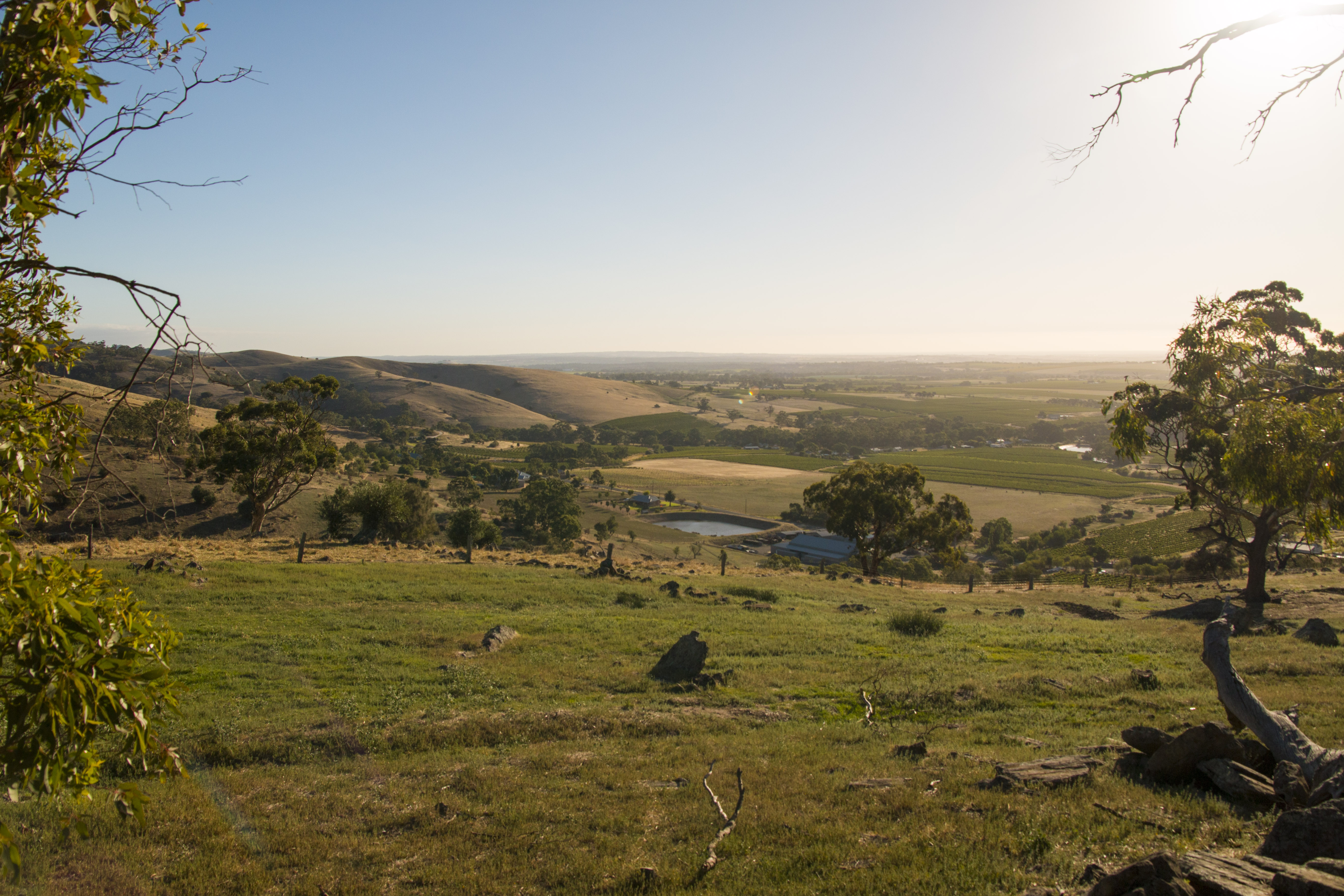
Hauteurs à l'est de la Barossa Valley.

La vallée fait 14 km de long sur 13 de large et a une population totale d'environ 20 000 habitants.
Les trois principales villes de la vallée qui comptent chacune à peu près 1 000 habitants sont :
- Tanunda, une ville à forte composante germanique avec des traditions qui se perpétuent depuis les années 1840 lorsqu'arrivèrent les premiers colons allemands. Beaucoup d'entre eux étaient originaires de Silésie ; ils appelèrent la région Neu-Schlesien ou New Silesia (Nouvelle-Silésie) ;
- Angaston, au contraire, est considérée comme une ville anglaise avec des habitants venant le plus souvent de Cornouailles ou d'autres régions anglaises ;
- Nuriootpa est une ville dont les habitants viennent tant d'Allemagne que de Grande-Bretagne.

## Viticulture
L'industrie vinicole joue un rôle majeur dans la vallée, étant la principale source de revenus et d'emplois dans la région. Une grande superficie de la région est plantée de vignes ; les années impaires, la fête du vin attire de nombreux visiteurs qui profitent de parades, concerts et repas.
Il compte parmi les vignobles les plus anciens, la syrah y a été plantée en 1843. 
La région de Barossa produit 68 % de vins rouges et 32 % de blancs. La vallée est surtout connue pour ses vins rouges faits surtout à partir de cépages syrah. On utilise aussi les riesling, sémillon et chardonnay pour les vins blancs, le cabernet sauvignon, merlot et grenache pour les rouges. 